# 레지던트 이블: 무한의 어둠
《바이오하자드: 무한의 어둠》(영어: RESIDENT EVIL: Infinite Darkness)은 캡콤의 비디오 게임 시리즈 《바이오하자드》를 바탕으로 한 웹 애니메이션이다. 2021년 7월 8일부터 넷플릭스에서 4화로 공개되었다.

## 출연
- 모리카와 토시유키 (일본어), 닉 아포스톨리데스 (영어) - 레온 S. 케네디 역
- 카이다 유코 (일본어), 스테퍼니 파니셀로 (영어) - 클레어 레드필드 역
- 타치키 후미히코 (일본어), 레이 체이스 (영어) - 제이슨 역
- 한 메구미 (일본어), 조나 샤오 (영어) - 셴메이 역
- 노지마 켄지 (일본어), 빌리 카메츠 (영어) - 패트릭 역
- 타하라 아루노 (일본어), 더그 스톤 (영어) - 윌슨 역
- 이노우에 카즈히코 (일본어), 조 J. 토머스 (영어) - 그레이엄 역
- 오가타 미쓰루 (일본어), 브래드 베너블 (영어) - 라이언 역